# アメリカ合衆国の鉄道運営組織一覧
アメリカ合衆国の鉄道運営組織一覧（アメリカがっしゅうこくのてつどううんえいそしきいちらん）は、アメリカ合衆国の鉄道事業者の一覧。
アメリカ合衆国にはおよそ15万マイル（24万キロメートル）の鉄道があり、ほぼ全てが標準軌である。以下の一覧はアメリカ合衆国で現在営業している鉄道事業者を部分的に示す（現時点では完全なリストではない）。過去に営業していた鉄道事業者についてはかつて存在したアメリカ合衆国の鉄道運営組織一覧を参照。

## 一級鉄道
- BNSF鉄道（BNSF: BNSF Railway）
- カナディアン・ナショナル鉄道（CN: Canadian National Railway）
- カナディアン・パシフィックカンザスシティ鉄道（英語版）（CPKC: Canadian Pacific Kansas City）
- CSXトランスポーテーション （CSXT: CSX Transportation）
- ノーフォーク・サザン鉄道 （NS: Norfolk Southern Railway）
- ユニオン・パシフィック鉄道 （UP: Union Pacific Railroad）

## 二級鉄道（地域鉄道）
- アラスカ鉄道（ARR: Alaska Railroad）
- ベッセマー・アンド・レイク・エリー鉄道（BLE: Bessemer and Lake Erie Railroad）
- バーゲン・パシフィック・レール（BPR: Bergen Passaic Rail Corp.）
- バッファロー・アンド・ピッツバーグ鉄道（BPRR: Buffalo and Pittsburgh Railroad）
- セントラル・オレゴン・アンド・パシフィック鉄道（CORP: Central Oregon and Pacific Railroad）
- シカゴ・フォート・ウェイン・アンド・イースタン鉄道（CFER: Chicago Fort Wayne and Eastern Railroad）
- ダコタ・ミネソタ・アンド・イースタン鉄道（DME: Dakota, Minnesota and Eastern Railroad）
- ダコタ・ミズーリ・バレー・アンド・ウェスタン鉄道 （DMVW: Dakota, Missouri Valley and Western Railroad）
- ダルース・ミセーベ・アンド・アイアン・レンジ鉄道（DMIR: Duluth, Missabe and Iron Range Railway）
- エルジン・ジュリエット・アンド・イースタン鉄道（EJE: Elgin, Joliet and Eastern Railway）
- フロリダ東海岸鉄道（FEC: Florida East Coast Railway）
- アイオワ・シカゴ・アンド・イースタン鉄道（ICE: Iowa, Chicago and Eastern Railroad）
- アイオワ・インターステート鉄道（IAIS: Iowa Interstate Railroad）
- カンザス・アンド・オクラホマ鉄道（CKRY: Kansas and Oklahoma Railroad）
- カイル鉄道（KYLE: Kyle Railroad）
- ミズーリ・アンド・ノーザン・アーカンソー鉄道（MNA: Missouri and Northern Arkansas Railroad）
- モンタナ・レール・リンク （MRL: Montana Rail Link）
- モントリオール・メーン・アンド・アトランティック鉄道 （MMA: Montreal, Maine and Atlantic Railway）
- ネブラスカ・カンザス・アンド・コロラド・レールネット （NKCR: Nebraska, Kansas and Colorado RailNet）
- ネブラスカ・セントラル鉄道 （NCRC: Nebraska Central Railroad）
- ネブラスカ・ノースイースタン鉄道 （NENE: Nebraska Northeastern Railway）
- ニューヨーク・サスケハナ・アンド・ウェスタン鉄道 （NYSW: New York, Susquehanna and Western Railway）
- ナイアガラ・アンド・ウェスタン鉄道 （NYWR: Niagara and Western Railway）
- ノーザン・プレインズ鉄道 （Northern Plains Railroad）
- パデューカ・アンド・ルイビル鉄道 （PAL: Paducah and Louisville Railway）
- パルース・リバー・アンド・クーリー・シティ鉄道 （PCC: Palouse River and Coulee City Railroad）
- パン・アム鉄道 （BM, MEC, ST: Pan Am Railways）
- ポートランド・アンド・ウェスタン鉄道 （PNWR: Portland and Western Railroad）
- プロビデンス・アンド・ウースター鉄道 （PW: Providence and Worcester Railroad）
- レッド・リバー・バレー・アンド・ウェスタン鉄道 （RRVW: Red River Valley and Western Railroad）
- サウス・カンザス・アンド・オクラホマ鉄道 （SKOL: South Kansas and Oklahoma Railroad）
- テキサス・メキシカン鉄道 （TM: Texas Mexican Railway）
- テキサス・パシフィコ・トランスポーテーション （Texas Pacifico Transportation）
- タスコラ・アンド・サギノー・ベイ鉄道 （TSBY: Tuscola and Saginaw Bay Railway）
- ホイーリング・アンド・レイク・エリー鉄道 （WE: Wheeling and Lake Erie Railway）
- ウィスコンシン・アンド・サザン鉄道 （WSOR: Wisconsin and Southern Railroad）

## 三級鉄道（地方鉄道）
- アバディーン・カロライナ・アンド・ウェスタン鉄道 （ACWR: Aberdeen, Carolina and Western Railway）
- アバディーン・アンド・ロックフィッシュ鉄道 （AR: Aberdeen and Rockfish Railroad）
- アカディアナ鉄道 （AKDN: Acadiana Railway）
- アラバマ・アンド・ガルフ・コースト鉄道（AGR: Alabama and Gulf Coast Railway）
- アラバマ・アンド・テネシー・リバー鉄道 （ATN?: Alabama and Tennessee River Railway）
- オールバニー・アンド・イースタン鉄道 （AERC: Albany and Eastern Railroad）
- アレクサンダー鉄道 （ARC: Alexander Railroad）
- アルジャー・ウィンスロー・アンド・ウェスタン鉄道 （AWW: Algers, Winslow and Western Railway）
- アリキッパ・アンド・オハイオ・リバー鉄道 （Aliquippa and Ohio River Railroad）
- アーマナー鉄道 （AL: Almanor Railroad）
- AN鉄道 （AN: AN Railway）
- アンジェリーナ・アンド・ネチェズ・リバー鉄道 （ANR: Angelina and Neches River Railroad）
- アナーバー鉄道 （AA: Ann Arbor Railroad）
- アパッチ鉄道 （APA: Apache Railway）
- アーケード・アンド・アティカ鉄道 （ARA: Arcade and Attica Railroad）
- アリゾナ・アンド・カリフォルニア鉄道 （ARZC: Arizona and California Railroad）
- アリゾナ・セントラル鉄道 （AZCR: Arizona Central Railroad）
- アリゾナ鉄道 （Arizona Railroad）
- アーカンソー・アンド・ミズーリ鉄道 （AM: Arkansas and Missouri Railroad）
- アーカンソー・アンド・オクラホマ鉄道 （Arkansas and Oklahoma Railroad）
- アーカンソー・ルイジアナ・アンド・ミシシッピ鉄道 （ALM: Arkansas, Louisiana and Mississippi Railroad）
- アーカンソー・ミッドランド鉄道 （AKMD: Arkansas Midland Railroad）
- アシュランド鉄道 （ASRY: Ashland Railway）
- ATアンドL鉄道 （ATLT: AT&L Railroad）
- アセンズ・ライン （ABR: Athens Line）
- アトランティック・アンド・ウェスタン鉄道 （ATW: Atlantic and Western Railway）
- BアンドHレール・コーポレーション （BH: B&H Rail Corporation）
- バッテン・キル鉄道 （Batten Kill Railroad）
- ボーキサイト・アンド・ノーザン鉄道 （BXN: Bauxite and Northern Railway）
- ベイ・コロニー鉄道 （BCLR: Bay Colony Railroad）
- ベイ・ライン鉄道 （BAYL: Bay Line Railroad）
- ベルビジア・アンド・デラウェア・リバー鉄道 （BDRV: Belvidere and Delaware River Railway）
- ブラックランズ鉄道 （BLR: Blacklands Railroad）
- ブラックウェル・アンド・ノーザン鉄道 （BNR: Blackwell and Northern Railway）
- ブルーマー・ライン （BLOL: Bloomer Line）
- ボーダー・パシフィック鉄道 （BOP: Border Pacific Railroad）
- バッキンガム・ブランチ鉄道 （BB: Buckingham Branch Railroad）
- カドー・バレー鉄道 （Caddo Valley Railroad）
- カルドウェル・カウンティ鉄道 （CWCY: Caldwell County Railroad）
- キャニー・フォーク・アンド・ウェスタン鉄道 （CFWR: Caney Fork and Western Railroad）
- カロライナ・コースタル鉄道 （Carolina Coastal Railway）
- カロライナ・サザン鉄道 （CALA: Carolina Southern Railroad）
- カリゾー・ゴルジ鉄道 （CZRY: Carrizo Gorge Railway）
- カスケード・アンド・コロンビア・リバー鉄道 （CSCD: Cascade and Columbia River Railroad）
- キャッツキル・マウンテン鉄道 （CMRR: Catskill Mountain Railroad）
- シーダー・ラピッズ・アンド・アイオワ・シティ鉄道 （CIC: Cedar Rapids and Iowa City Railway）
- セントラル・コロンビアナ・アンド・ペンシルバニア鉄道 （CQPA: Central Columbiana and Pennsylvania Railway）
- セントラル・ミシガン鉄道 （CMGN: Central Michigan Railway）
- セントラル・モンタナ鉄道 （CM: Central Montana Rail）
- セントラル・ニュー・イングランド鉄道 （CNZR: Central New England Railroad）
- セントラル・レールロード・オブ・インディアナ （CIND: Central Railroad of Indiana）
- セントラル・レールロード・オブ・インディアナポリス （CERA: Central Railroad of Indianapolis）
- チャタフーチ・アンド・ガルフ鉄道 （CHAT: Chattahoochee and Gulf Railroad）
- チャタフーチ・インダストリアル鉄道 （CIRR: Chattahoochee Industrial Railroad）
- チャトゥーガ・アンド・チカマウガ鉄道 （CCKY: Chattooga and Chickamauga Railway）
- チェサピーク・アンド・アルベマール鉄道 （CA: Chesapeake and Albemarle Railroad）
- シカゴ・サウスショア・アンド・サウス・ベンド鉄道 （CSS: Chicago SouthShore and South Bend Railroad）
- シティ・オブ・プラインビル鉄道 （COP: City of Prineville Railway）
- クレアモント・コンコード鉄道 （CCRR: Claremont Concord Railroad）
- クラレンドン・アンド・ピッツフォード鉄道 （CLP: Clarendon and Pittsford Railroad）
- コロラド・カンザス・アンド・パシフィック鉄道 （Colorado, Kansas and Pacific Railway）
- コロンビア・ベースン鉄道 （CBRW: Columbia Basin Railroad）
- コロンビア・アンド・カウリッツ鉄道 （CLC: Columbia and Cowlitz Railway）
- コロンバス・アンド・グリーンビル鉄道 （CAGY: Columbus and Greenville Railway）
- コロンバス・アンド・オハイオ・リバー鉄道 （CUOH: Columbus and Ohio River Rail Road）
- コモンウェルス鉄道 （CWRY: Commonwealth Railway）
- コネクー・バレー鉄道 （COEH: Conecuh Valley Railroad）
- コネティカット・アンド・サザン鉄道 （CSO: Connecticut Southern Railroad）
- カッパー・ベースン鉄道 （CBRY: Copper Basin Railway）
- DアンドI鉄道 （DAIR: D and I Railroad）
- ダコタ・ノーザン鉄道[1] （Dakota Northern Railroad）
- ダコタ・ショート・ライン （Dakota Short Line）
- ダーダネル・アンド・ラッセルビル鉄道 （DR: Dardanelle and Russellville Railroad）
- デ・クイーン・アンド・イースタン鉄道 （DQE: De Queen and Eastern Railroad）
- デラウェア・ラカウオナ鉄道 （Delaware-Lackawanna Railroad）
- デルタ・サザン鉄道 （DSRR: Delta Southern Railroad）
- デピュー・ランカスター・アンド・ウェスタン鉄道 （DLWR: Depew, Lancaster and Western Railroad）
- デュボイス・カウンティ鉄道 （DCRR: Dubois County Railroad）
- イースト・クーパー・アンド・バークレイ鉄道 （ECBR: East Cooper and Berkeley Railroad）
- イースト・テネシー鉄道 （ETRY: East Tennessee Railway）
- イースタン・アラバマ鉄道 （EARY: Eastern Alabama Railway）
- イースタン・ショア鉄道 （ESHR: Eastern Shore Railroad）
- イースタン・アイダホ鉄道 （EIRR: Eastern Idaho Railroad）
- イースタン・メーン鉄道 （EMR: Eastern Maine Railway）
- エフィンガム鉄道 （EFRR: Effingham Railroad）
- エル・ドラド・アンド・ウェッソン鉄道 （El Dorado and Wesson Railway）
- エル・ドラド・アンド・ウェスタン鉄道 （El Dorado and Western Railway）
- エルクハート・アンド・ウェスタン鉄道 （Elkhart and Western Railroad）
- エスカナーバ・アンド・レイク・スペリオル鉄道 （ELS: Escanaba and Lake Superior Railroad）
- エベレット鉄道 （EV: Everett Railroad）
- フォールズ・ロード鉄道 （FRR: Falls Road Railroad）
- フィンガー・レイクス鉄道 （FGLK: Finger Lakes Railway）
- フロリダ・セントラル鉄道 （FCEN: Florida Central Railroad）
- フロリダ・ミッドランド鉄道 （FMID: Florida Midland Railroad）
- フロリダ・ノーザン鉄道 （FNOR: Florida Northern Railroad）
- フロリダ・ウェスト・コースト鉄道 （FWCR: Florida West Coast Railroad）
- フレドニア・バレー鉄道 （FVRR: Fredonia Valley Railroad）
- フルトン・カウンティ・レールロード （FC: Fulton County Railroad）
- フルトン・カウンティ・レールウェイ （FCR: Fulton County Railway）
- ジョージタウン鉄道 （GRR: Georgetown Railroad）
- ジョージア・アンド・フロリダ・レールネット （GFRR: Georgia and Florida RailNet）
- ジョージア・セントラル鉄道 （GC: Georgia Central Railway）
- ジョージア・ミッドランド鉄道 （GMR: Georgia Midland Railroad）
- ジョージア・ノースイースタン鉄道 （GNRR: Georgia Northeastern Railroad）
- ジョージア・サウスウェスタン鉄道 （GSWR: Georgia Southwestern Railroad）
- ジョージア・ウッドランズ鉄道 （GWRC: Georgia Woodlands Railroad）
- ゲティスバーグ・アンド・ノーザン鉄道 （Gettysburg and Northern Railroad）
- グロスター・サザン鉄道 （GLSR: Gloster Southern Railroad）
- ゴールデン・アイルズ・ターミナル鉄道 （GITM: Golden Isles Terminal Railroad）
- ゴールデン・トライアングル鉄道 （GTRA: Golden Triangle Railroad）
- グレインベルト・コーポレーション （GNBC: Grainbelt Corporation）
- グランド・ラピッズ・イースタン鉄道 （GR: Grand Rapids Eastern Railroad）
- グレート・ノースウェスト鉄道 （GRNW: Great Northwest Railroad）
- グレート・スモーキー・マウンテンズ鉄道 （GSMR: Great Smoky Mountains Railroad）
- グレート・ウォルトン鉄道 （GRWR: Great Walton Railroad Company）
- グレート・ウェスタン・レールウェイ・オブ・コロラド （GWR: Great Western Railway of Colorado）
- グリーン・マウンテン鉄道 （GMRC: Green Mountain Railroad）
- ガルフ・コロラド・アンド・サン・サバ鉄道 （GCSR: Gulf, Colorado and San Saba Railway）
- ハンプトン鉄道 （Hampton Railway）
- ハンプトン・アンド・ブランチビル鉄道 （HB: Hampton and Branchville Railroad）
- ハートウェル鉄道 （HRT: Hartwell Railroad）
- ハート・オブ・ジョージア鉄道 （HOG: Heart of Georgia Railroad）
- ホリデースバーグ・アンド・ローリング・スプリング鉄道 （Hollidaysburg and Roaring Spring Railroad）
- ホリス・アンド・イースタン鉄道 （HE: Hollis and Eastern Railroad）
- フージアー・サザン鉄道 （HOS: Hoosier Southern Railroad）
- フーサトニック鉄道 （HRR: Housatonic Railroad）
- ハンツビル・アンド・マディソン・カウンティ鉄道 （HMCR: Huntsville and Madison County Railroad Authority）
- ヒューロン・アンド・イースタン鉄道 （HESR: Huron and Eastern Railway）
- アイダホ・ノーザン・アンド・パシフィック鉄道 （INPR: Idaho Northern and Pacific Railroad）
- イリノイ・アンド・ミッドランド鉄道 （IMRR: Illinois and Midland Railroad）
- イリノイ・レールネット （IR: Illinois RailNet）
- イリノイ・ウェスタン鉄道 （Illinois Western Railroad）
- インディアナ鉄道 （INRD: Indiana Rail Road）
- インディアナ・ノースイースタン鉄道 （IN: Indiana Northeastern Railroad）
- インディアナ・アンド・オハイオ・セントラル鉄道 （Indiana and Ohio Central Railroad）
- インディアナ・アンド・オハイオ鉄道 （IORY: Indiana and Ohio Railway）
- インディアナ・サザン鉄道 （ISRR: Indiana Southern Railroad）
- アイオワ・ノーザン鉄道 （IANR: Iowa Northern Railway）
- アイオワ・ノースウェスタン鉄道 （IANW: Iowa Northwestern Railroad）
- アイオワ・トラクション鉄道 （IATR: Iowa Traction Railroad）
- ジュニアタ・バレー鉄道 （JVRR: Juniata Valley Railroad）
- カンカキー・ビーバービル・アンド・サザン鉄道 （KBSR: Kankakee, Beaverville and Southern Railroad）
- ケンタッキー・アンド・テネシー鉄道 （KT: Kentucky and Tennessee Railway）
- キオカク・ジャンクション鉄道 （KJRY: Keokuk Junction Railway）
- カイアミシ鉄道 （KRR: Kiamichi Railroad）
- ノックス・アンド・ケーン鉄道 （KKRR: Knox and Kane Railroad）
- コジアスコ・アンド・サウスウェスタン鉄道 （KSRY?: Kosciusko and Southwestern Railway）
- KWT鉄道 （KWT: KWT Railroad）
- レイク・ステート鉄道 （LSRC: Lake State Railway）
- レイク・スペリオル・アンド・アイシュペミング鉄道 （LSI: Lake Superior and Ishpeming Railroad）
- ランカスター・アンド・チェスター鉄道 （LC: Lancaster and Chester Railway）
- ローリンバーグ・アンド・サザン鉄道 （LRS: Laurinburg and Southern Railroad）
- ルイス・アンド・クラーク鉄道 （Lewis and Clark Railway）
- リトル・ロック・アンド・ウェスタン鉄道 （LRWN: Little Rock and Western Railway）
- リボニア・エーボン・アンド・レイクビル鉄道 （LAL: Livonia, Avon and Lakeville Railroad）
- ルイジアナ・アンド・デルタ鉄道 （LDRR: Louisiana and Delta Railroad）
- ルイジアナ・アンド・ノース・ウェスト鉄道 （LNW: Louisiana and North West Railroad）
- ルイビル・アンド・インディアナ鉄道 （LIRC: Louisville and Indiana Railroad）
- ロービル・アンド・ビーバー鉄道 （Lowville and Beaver River Railroad）
- ラクサパリラ・バレー鉄道 （LXVR: Luxapalila Valley Railroad）
- ライカミング・バレー鉄道 （LVRR: Lycoming Valley Railroad）
- MアンドB鉄道 （MB: M and B Railroad） （MNBR）
- マディソン鉄道 （CMPA: Madison Railroad）
- メーン・イースタン鉄道 （ME: Maine Eastern Railroad）
- メリーランド・アンド・デラウェア鉄道 （MDDE: Maryland and Delaware Railroad）
- メリーランド・ミッドランド鉄道 （Maryland Midland Railway）
- マサチューセッツ・セントラル鉄道 （MCER: Massachusetts Central Railroad）
- マクラウド鉄道 （MCR: McCloud Railway）
- メリディアン・サザン鉄道 （MDS: Meridian Southern Railway）
- ミッド・ミシガン鉄道 （MMRR: Mid-Michigan Railroad）
- メリーランド・ミッドランド鉄道 （MMID: Maryland Midland Railway）
- ミドルタウン・アンド・ハンメルスタウン鉄道 （MIDH: Middletown and Hummelstown Railroad）
- ミドルタウン・アンド・ニュー・ジャージー鉄道 （MNJ: Middletown and New Jersey Railway）
- ミルフォード・ベニントン鉄道 （Milford-Bennington Railroad）
- ミネソタ・ダコタ・アンド・ウェスタン鉄道 （MDW: Minnesota, Dakota and Western Railway）
- ミネソタ・ノーザン鉄道 （MNN: Minnesota Northern Railroad）
- ミネソタ・プレーリー・ライン （MPLI: Minnesota Prairie Line）
- ミネソタ・サザン鉄道 （MSWY: Minnesota Southern Railway）
- ミシシッピ・エクスポート鉄道 （MSE: Mississippi Export Railroad）
- ミシシッピ・アンド・スクーナ・バレー鉄道 （MSV: Mississippi and Skuna Valley Railroad）
- ミシシッピ・レールウェイ・コーポレーティブ （MSRW: Mississippian Railway Cooperative）
- モリスタウン・アンド・エリー鉄道 （ME: Morristown and Erie Railway）
- モホーク・アディロンダック・アンド・ノーザン鉄道 （Mohawk, Adirondack and Northern Railroad）
- マウント・フード鉄道 （MH: Mount Hood Railroad）
- ナッシュ・カウンティ鉄道 （NCYR: Nash County Railroad）
- ナッシュビル・アンド・イースタン鉄道 （NERR: Nashville and Eastern Railroad）
- ノガタック鉄道 （NAUG: Naugatuck Railroad）
- ネブコタ鉄道 （NRI: Nebkota Railway）
- ネブラスカ・セントラル鉄道 （NCRC: Nebraska Central Railroad）
- ネブラスカ・ノースイースタン鉄道 （NENE: Nebraska Northeastern Railway）
- ニュー・イングランド・セントラル鉄道 （NECR: New England Central Railroad）
- ニュー・イングランド・サザン鉄道 （New England Southern Railroad）
- ニュー・ハンプシャー・セントラル鉄道 （New Hampshire Central Railroad）
- ニュー・ハンプシャー・ノースコースト・コーポレーション （NHN: New Hampshire Northcoast Corporation）
- ニュー・ホープ・アンド・アイビーランド鉄道 （New Hope and Ivyland Railroad）
- ニュー・ヨーク・アンド・アトランティック鉄道 （NYA: New York and Atlantic Railway）
- ニュー・ヨーク・アンド・グリーンウッド・レイク鉄道 （NYGL: New York and Greenwood Lake Railway）
- ニュー・ヨーク・アンド・レイク・エリー鉄道 （NYLE: New York and Lake Erie Railroad）
- ニュー・ヨーク・アンド・オグデンスバーグ鉄道 （NYOG: New York and Ogdensburg Railway）
- ニッタニー・アンド・ボールド・イーグル鉄道 （NBER: Nittany and Bald Eagle Railroad）
- ノース・ショア鉄道 （NSHR: North Shore Railroad）
- ノースウェスタン・パシフィック鉄道 （Northwestern Pacific Railway）
- オクトラロ鉄道 （Octoraro Railroad）
- オギーチー鉄道 （OGEE: Ogeechee Railway）
- オハイオ・セントラル鉄道 （OHCR: Ohio Central Railroad）
- オハイオ・アンド・ペンシルバニア鉄道 （Ohio and Pennsylvania Railroad）
- オハイオ・サザン鉄道 （Ohio Southern Railroad）
- オイル・クリーク・アンド・タイタスビル・ラインズ （OCTL: Oil Creek and Titusville Lines）
- オールド・オーガスタ鉄道 （OAR: Old Augusta Railroad）
- オンタリオ・セントラル鉄道 （Ontario Central Railroad）
- オンタリオ・ミッドランド鉄道 （OMID: Ontario Midland Railroad）
- オッター・テイル・バレー鉄道 （OTVR: Otter Tail Valley Railroad）
- ウォシト鉄道 （OUCH: Ouachita Railroad）
- パンハンドル・ノーザン鉄道 （PNR: Panhandle Northern Railroad）
- ピー・ディー・リバー鉄道 （Pee Dee River Railway）
- パール・リバー・バレー鉄道 （PRV: Pearl River Valley Railroad）
- ペコス・バレー・サザン鉄道 （PVS: Pecos Valley Southern Railway）
- パンドレイ・バレー鉄道 （POVA: Pend Oreille Valley Railroad）
- ペン・イースタン・レール・ラインズ （PRL: Penn Eastern Rail Lines）
- ピケンズ鉄道 （PICK: Pickens Railway）
- パイオニア・バレー鉄道 （PVRR: Pioneer Valley Railroad）
- ポイント・コンフォート・アンド・ノーザン鉄道 （PCN: Point Comfort and Northern Railway）
- プレスコット・アンド・ノースウェスタン鉄道 （PNW: Prescott and Northwestern Railroad）
- プログレッシブ・レール （PGR: Progressive Rail）
- ピュージェット・サウンド・アンド・パシフィック鉄道 （PSAP: Puget Sound and Pacific Railroad）
- R. J. コーマン・レールロード・バーズタウン・ライン （RJCR: R. J. Corman Railroad Bardstown Line）
- R. J. コーマン・レールロード・クリーブランド・ライン （RJCL: R. J. Corman Railroad Cleveland Line）
- R. J. コーマン・レールロード・セントラル・ケンタッキー・ラインズ （RJCC: R. J. Corman Railroad Central Kentucky Lines）
- R. J. コーマン・レールロード・メンフィス・ライン （RJCM: R. J. Corman Railroad Memphis Line）
- R. J. コーマン・レールロード・ウェスタン・オハイオ・ラインズ （RJCW: R. J. Corman Railroad Western Ohio Lines）
- R. J. コーマン・レールロード・ペンシルバニア・ラインズ （RJCP: R. J. Corman Railroad Pennsylvania Lines）
- ラルス鉄道 （RARW: Rarus Railway）
- リーディング・ブルー・マウンテン・アンド・ノーザン鉄道 （Reading Blue Mountain and Northern Railroad）
- レッドモンド鉄道 （RRCI: Redmont Railway）
- ライスボロ・サザン鉄道 （RSOR: Riceboro Southern Railway）
- ロチェスター・アンド・サザン鉄道 （RSR: Rochester and Southern Railroad）
- ロック・アンド・レール （RRRR: Rock and Rail）
- ロックデール・サンドー・アンド・サザン鉄道 （RSS: Rockdale, Sandow and Southern Railroad）
- ロスコー・スナイダー・アンド・パシフィック鉄道 （RSAP: Roscoe, Snyder and Pacific Railroad）
- サビーン・リバー・アンド・ノーザン鉄道 （SRN: Sabine River and Northern Railroad）
- サギノー・バレー鉄道 （Saginaw Valley Railway）
- ソルト・レイク・ガーフィールド・アンド・ウェスタン鉄道 （Salt Lake, Garfield and Western Railway）
- サン・ディエゴ・アンド・アリゾナ・イースタン鉄道 （SDAE: San Diego and Arizona Eastern Railway）
- サン・ディエゴ・アンド・インペリアル・バレー鉄道 （SDIY: San Diego and Imperial Valley Railroad）
- サン・ディエゴ・ノーザン鉄道 （SDNR: San Diego Northern Railroad）
- サン・ホアキン・バレー鉄道 （San Joaquin Valley Railroad）
- サン・ルイス・アンド・リオ・グランデ鉄道 （SLRG: San Luis and Rio Grande Railroad）
- サン・ルイス・セントラル鉄道 （SLC: San Luis Central Railroad）
- サン・マヌエル・アリゾナ鉄道 （SMA: San Manuel Arizona Railroad）
- サンド・スプリングス鉄道 （SS: Sand Springs Railway）
- サンダースビル鉄道 （SAN: Sandersville Railroad）
- サンタ・フェ・サザン鉄道 （SFSR: Santa Fe Southern Railway）
- サンタ・マリア・バレー鉄道 （SMV: Santa Maria Valley Railroad）
- サン・クロワ・バレー鉄道 （St. Croix Valley Railroad）
- セント・ローレンス・アンド・アトランティック鉄道 （SLR: St. Lawrence and Atlantic Railroad）
- セント・メアリーズ鉄道 （SM: St. Mary's Railroad）
- サバンナ・ポート・ターミナル鉄道 （SAPT: Savannah Port Terminal Railroad）
- セミノール・ガルフ鉄道 （SGLR: Seminole Gulf Railway）
- セクァチー・バレー鉄道 （SQVR: Sequatchie Valley Railroad）
- シャモキン・バレー鉄道 （SVRR: Shamokin Valley Railroad）
- シエラ・ノーザン鉄道 （SERA?: Sierra Northern Railway）
- シセトン・ミルバンク鉄道 （Sisseton Milbank Railroad）
- SMSレール・サービス （SLRS: SMS Rail Service）
- サウス・ブランチ・バレー鉄道 （SBVR: South Branch Valley Railroad）
- サウス・セントラル・フロリダ・エクスプレス （SCFE: South Central Florida Express）
- サウス・セントラル・テネシー鉄道 （SCTR: South Central Tennessee Railroad）
- サザン・フレート鉄道 （Southern Freight Railroad）
- サザン・インディアナ鉄道 （Southern Indiana Railway）
- サザン・レールロード・オブ・ニュージャージー （SRNJ: Southern Railroad of New Jersey）
- スティルウォーター・セントラル鉄道 （SLWC: Stillwater Central Railroad）
- ストックトン・ターミナル・アンド・イースタン鉄道 （STE: Stockton Terminal and Eastern Railroad）
- スタウアブリッジ鉄道 （SBRR: Stourbridge Railroad）
- サンフラワー鉄道 （Sunflour Railroad）
- タコマ鉄道 （TMBL & TRMW: Tacoma Rail）
- テネケン鉄道 （Tenneken Railroad）
- テネシー・サザン鉄道 （TSRR: Tennessee Southern Railroad）
- テキサス・ニュー・メキシコ鉄道 （TNMR: Texas-New Mexico Railroad）
- テキサス・ノース・ウェスタン鉄道 （TXNW: Texas North Western Railway）
- テキサス・アンド・ノーザン鉄道 （TN: Texas and Northern Railway）
- テキサス・ロック・クラッシャー鉄道 （TXR: Texas Rock Crusher Railway）
- サーマル・ベルト鉄道 （TBRY: Thermal Belt Railway）
- スリー・ノッチ鉄道 （TNHR: Three Notch Railroad）
- ティンバー・ロック鉄道 （TIBR: Timber Rock Railroad）
- トレド・ピオリア・アンド・ウェスタン鉄道 （TPW: Toledo, Peoria and Western Railway）
- トマホーク鉄道 （TR: Tomahawk Railway）
- トペニッシュ・シムコー・アンド・ウェスタン鉄道 （Toppenish, Simcoe and Western Railroad）
- トロナ鉄道 （TRC: Trona Railway）
- タルサ・サパルサ・ユニオン鉄道 （TSU: Tulsa-Sapulpa Union Railway）
- ツイン・シティーズ・アンド・ウェスタン鉄道 （TCWR: Twin Cities and Western Railroad）
- タイバーン鉄道 （TYBR: Tyburn Railroad）
- ユニオン・カウンティ・インダストリアル鉄道 （UCIR: Union County Industrial Railroad）
- ユタ鉄道 （UTAH: Utah Railway）
- VアンドS鉄道 （V and S Railway）
- バルドスタ鉄道 （VR: Valdosta Railway）
- バンダリア鉄道 （VRRC: Vandalia Railroad）
- ベンチュラ・カウンティ鉄道 （Ventura County Railroad）
- バーモント鉄道 （VTR: Vermont Railway）
- ワラウア・ユニオン鉄道 （WURR: Wallowa Union Railroad Authority）
- ワレン・アンド・サリン・リバー鉄道 （WSR: Warren and Saline River Railroad）
- ワシントン・カウンティ鉄道 （Washington County Railroad）
- ウェルスボロ・アンド・コーニング鉄道 （WCOR: Wellsboro and Corning Railroad）
- ウェスト・アイル・ライン （West Isle Line）
- ウェスト・テネシー鉄道 （WTNN: West Tennessee Railroad）
- ウェスト・テキサス・アンド・ラボック鉄道 （WTLR: West Texas and Lubbock Railway）
- ウェスト・バージニア・セントラル鉄道 （WVC: West Virginia Central Railroad）
- ウェスタン・ケンタッキー鉄道 （WKRL: Western Kentucky Railway）
- ウェスタン・ニュー・ヨーク・アンド・ペンシルバニア鉄道 （WNYP: Western New York and Pennsylvania Railroad）
- ウェスタン鉄道 （WRRC: Western Rail Road）
- ウィラメット・アンド・パシフィック鉄道 （WPRR: Willamette and Pacific Railroad）
- ウィンチェスター・アンド・ウェスタン鉄道 （WW: Winchester and Western Railroad）
- ワイアグラス・セントラル鉄道 （WGCR: Wiregrass Central Railroad）
- ワイオミング・アンド・コロラド鉄道 （Wyoming and Colorado Railroad）
- ヤドキン・バレー鉄道 （YVRR: Yadkin Valley Railroad）
- ヨーク鉄道 （YRC: York Railway）
- イレカ・ウェスタン鉄道 （YW: Yreka Western Railroad）

## 入換専業鉄道
入換専業鉄道とは、通常の運行では線内完結の輸送を行っておらず、他社線連絡輸送と入換専門の鉄道運営組織。
- アドリアン・アンド・ブリスフィールド鉄道 （ADBF: Adrian and Blissfield Rail Road）
- アクロン・バーバートン・クラスター鉄道 （AB: Akron Barberton Cluster Railway）
- アラバマ・アンド・フロリダ鉄道 （AF: Alabama and Florida Railway）
- アラバマ鉄道 （ALAB: Alabama Railroad）
- アルバニー・ポート鉄道 （ALBY: Albany Port Railroad）
- アラモ・ガルフ・コースト鉄道 （AGCR: Alamo Gulf Coast Railroad）
- アレゲニー・バレー鉄道 （Allegheny Valley Railroad）
- アルトン・アンド・サザン鉄道 （Alton and Southern Railroad）
- アマドー・フットヒルズ鉄道 （Amador Foothills Railroad）
- アパヌース・カウンティ・コミュニティ鉄道 （APNC: Appanoose County Community Railroad）
- アリゾナ・アンド・イースタン鉄道 （AZER: Arizona and Eastern Railway）
- アシュタビューラ・カーソン・アンド・ジェファーソン鉄道 （ACJR: Ashtabula, Carson and Jefferson Railroad）
- オーガスタ・アンド・サマービル鉄道 （Augusta and Summerville Railroad）
- オースティン・エリア・ターミナル鉄道 （AATR: Austin Area Terminal Railroad）
- バラード・ターミナル鉄道 （BDTL: Ballard Terminal Railroad）
- ベルト・レールウェイ・オブ・シカゴ （BRC: Belt Railway of Chicago）
- バーゲン・パセーイク・ターミナル鉄道 （BPTR: Bergen Passaic Terminal Railroad）
- ビッグホーン・ディバイド・アンド・ワイオミング鉄道 （BDW: Bighorn Divide and Wyoming Railroad）
- バーミングハム・サザン鉄道 （BS: Birmingham Southern Railroad）
- ブラック・リバー・アンド・ウェスタン鉄道 （BRW: Black River and Western Railroad）
- ブーン・アンド・シーニック・バレー鉄道 （BSVY: Boone and Scenic Valley Railroad）
- ブート・ヒル・アンド・ウェスタン鉄道 （BHWY: Boot Hill and Western Railway）
- ブランドン・コーポレーション （BRAN: Brandon Corporation）
- ブランディワイン・バレー鉄道 （BVRY: Brandywine Valley Railroad）
- ブラウンズビル・アンド・リオ・グランデ・インターナショナル鉄道 （BRG: Brownsville and Rio Grande International Railroad）
- バッファロー・サザン鉄道 （BSOR: Buffalo Southern Railroad）
- バーリントン・ジャンクション鉄道 （BJRY: Burlington Junction Railway）
- CアンドNC鉄道 （CNUR: C & NC Railroad）
- CアンドS 鉄道 （C&S Railroad）
- カリフォルニア・ノーザン鉄道 （CFNR: California Northern Railroad）
- キャンプ・チェース・インダストリアル鉄道 （CCRA: Camp Chase Industrial Railroad）
- キャントン鉄道 （CTN: Canton Railroad）
- ケープ・フィアー鉄道 （CF: Cape Fear Railways）
- カロライナ・ピードモント鉄道 （CPDR: Carolina Piedmont Railroad）
- カロライナ・レール・サービス （CRIJ: Carolina Rail Service）
- セントラル・カリフォルニア・トラクション・カンパニー （Central California Traction Company）
- セントラル・イリノイ鉄道 （CIRY: Central Illinois Railroad）
- セントラル・ミッドランド鉄道 （CMR: Central Midland Railway）
- チェスナット・リッジ鉄道 （CHR: Chestnut Ridge Railway）
- シカゴ・レール・リンク （CRL: Chicago Rail Link）
- チリコシー・ブランズウィック・レール・オーソリティ （Chillicothe-Brunswick Rail Authority）
- シマロン・バレー鉄道 （CVR: Cimarron Valley Railroad）
- シティ・オブ・ロシェル鉄道 （City of Rochelle Railroad）
- クリントン・ターミナル鉄道 （CTR: Clinton Terminal Railroad）
- クロケット・ターミナル鉄道 （CTRR: Cloquet Terminal Railroad）
- CMC鉄道 （CMC Railroad）
- コー鉄道 （CRLE: Coe Rail）
- コロラド・アンド・ワイオミング鉄道 （CW: Colorado and Wyoming Railway）
- コロンビア・ターミナル （CT: Columbia Terminal）
- コネモー・アンド・ブラック・リック鉄道 （CBL: Conemaugh and Black Lick Railroad）
- コンノットン・バレー鉄道 （CV?: Connotton Valley Railway）
- コンレール （CSAO: Conrail）
- コーパス・クリスティ・ターミナル鉄道 （CCTA: Corpus Christi Terminal Railroad）
- クラブ・オーチャード・アンド・エジプティアン鉄道 （COER: Crab Orchard and Egyptian Railroad）
- ダコタ・サザン鉄道 （Dakota Southern Railway）
- ダラス・ガーランド・アンド・ノースイースタン鉄道 （DGNO: Dallas, Garland and Northeastern Railroad）
- ジケーター・ジャンクション鉄道 （DT: Decatur Junction Railway）
- デルレイ・コネクティング鉄道 （DC: Delray Connecting Railroad）
- デルタ・バレー・アンド・サザン鉄道 （DVS: Delta Valley and Southern Railway）
- デンバー・ロック・アイランド鉄道 （DRIR: Denver Rock Island Railroad）
- イースト・キャムデン・アンド・ハイランド鉄道 （EACH: East Camden and Highland Railroad）
- イースト・チャタヌーガ・ベルト鉄道 （East Chattanooga Belt Railway）
- イースト・エリー・コマーシャル鉄道 （EEC: East Erie Commercial Railroad）
- イースト・ジャージー鉄道 （EJR: East Jersey Railroad and Terminal Company）
- イースト・ペン鉄道 （East Penn Railways）
- イースタン・イリノイ鉄道 （EIRC: Eastern Illinois Railroad）
- エリス・アンド・イースタン・カンパニー （Ellis and Eastern Company）
- ファームレール・コーポレーション （FMRC: Farmrail Corporation）
- フラッツ・インダストリアル鉄道 （FIR: Flats Industrial Railroad）
- フォーダイス・アンド・プリンストン鉄道 （FP: Fordyce and Princeton Railroad）
- フォー・リバー・トランスポーテーション・コーポレーション （FOR: Fore River Transportation Corporation）
- フォート・スミス鉄道 （Fort Smith Railroad）
- フォート・ワース・アンド・ウェスタン鉄道 （FWWR: Fort Worth and Western Railroad）
- ガルベストン鉄道 （GVSR: Galveston Railroad）
- ガーデン・シティ・ウェスタン鉄道 （GCW: Garden City Western Railway）
- ゴールデン・アイルズ・ターミナル鉄道 （GITM: Golden Isles Terminal Railroad）
- グラフトン・アンド・アプトン鉄道 （GU: Grafton and Upton Railroad）
- グレート・マイアミ・アンド・サイオト鉄道 （GMRY: Great Miami and Scioto Railway）
- グレート・リバー鉄道 （GTR: Great River Railroad）
- グレート・ウェスタン・レールウェイ・オブ・アイオワ （Great Western Railway of Iowa）
- ハイ・ポイント・トーマスビル・アンド・デントン鉄道 （High Point, Thomasville and Denton Railroad）
- ハッチンソン・アンド・ノーザン鉄道 （HN: Hutchinson and Northern Railway）
- インディアン・クリーク鉄道 （ICRK: Indian Creek Railroad）
- インディアナ・ハーバー・ベルト鉄道 （IHB: Indiana Harbor Belt Railroad）
- インディアナ・サウスウェスタン鉄道 （Indiana Southwestern Railway）
- ISGクリーブランド・ワークス鉄道 （CUVA: ISG Cleveland Works Railway）
- ISGサウス・シカゴ・アンド・インディアナ・ハーバー鉄道 （SCIH: ISG South Chicago and Indiana Harbor Railway）
- ジェファーソン・ウォリャー鉄道 （JEFW: Jefferson Warrior Railroad）
- ケンドールビル・ターミナル鉄道 （Kendallville Terminal Railway）
- キスキ・ジャンクション鉄道 （KJR: Kiski Junction Railroad）
- ノックスビル・アンド・ホルストン・リバー鉄道 （KXHR: Knoxville and Holston River Railroad）
- レイク・カウンティ鉄道 （LCR: Lake County Railroad）
- レイク・ターミナル鉄道 （LT: Lake Terminal Railroad）
- ランズビル・ターミナル・アンド・トランスファー・カンパニー （Landsville Terminal and Transfer Company）
- リトル・カナワ・リバー・レール （LKRR: Little Kanawha River Rail）
- リトル・ロック・ポート鉄道 （LRPA: Little Rock Port Railroad）
- ロングビュー・スイッチング・カンパニー （Longview Switching Company）
- ロサンゼルス・ジャンクション鉄道 （Los Angeles Junction Railway）
- ルイビル・ニュー・アルバニー・アンド・コリドン鉄道 （LNAC: Louisville, New Albany and Corydon Railroad）
- ルザーン・アンド・サスケハナ鉄道 （Luzerne and Susquehanna Railway）
- マホーニング・バレー鉄道 （MVRY: Mahoning Valley Railway）
- マニュファクチャラーズ・ジャンクション鉄道 （MJ: Manufacturers' Junction Railway）
- マニュファクチャラーズ鉄道 （MRS: Manufacturers Railway）
- マッセナ・ターミナル鉄道 （MSTR: Massena Terminal Railroad）
- モーミー・アンド・ウェスタン鉄道 （Maumee and Western Railroad）
- マッキーズポート・コネクティング鉄道 （McKeesport Connecting Railroad）
- ミーカー・サザン鉄道 （Meeker Southern Railroad）
- MGレール （MGRI: MG Rail）
- ミシガン・ショア鉄道 （Michigan Shore Railroad）
- ミシガン・サザン鉄道 （Michigan Southern Railroad）
- ミネソタ・コマーシャル鉄道 （MNNR: Minnesota Commercial Railway）
- ミシシッピ・セントラル鉄道 （MSCI: Mississippi Central Railroad）
- ミシシッピ・デルタ鉄道 （MSDR: Mississippi Delta Railroad）
- ミシシッピ・テネシー鉄道 （Mississippi Tennessee Railroad）
- ミズーリ・アンド・バレー・パーク鉄道 （Missouri and Valley Park Railroad）
- モデスト・アンド・エンパイア・トラクション・カンパニー （MET: Modesto and Empire Traction Company）
- モスコー・キャムデン・アンド・サン・オーガスティン鉄道 （Moscow, Camden and San Augustine Railroad）
- マウント・バーノン・ターミナル鉄道 （Mount Vernon Terminal Railway）
- ムニシパリティー・オブ・イースト・トロイ鉄道 （METW: Municipality of East Troy Railroad）
- N. D. C.鉄道 （N. D. C. Railroad）
- ナパ・バレー鉄道 （NVRR: Napa Valley Railroad）
- ナッシュビル・アンド・ウェスタン鉄道 （Nashville and Western Railroad）
- ニュー・キャッスル・インダストリアル鉄道 （NCIR: New Castle Industrial Railroad）
- ニュー・オーリンズ・アンド・ガルフ・コースト鉄道 （NOGC: New Orleans and Gulf Coast Railway）
- ニュー・オーリンズ・パブリック・ベルト鉄道 （NOPB: New Orleans Public Belt Railroad）
- ニューバーグ・アンド・サウス・ショア鉄道 （NSR: Newburgh and South Shore Railroad）
- ノース・カロライナ・アンド・バージニア鉄道 （NCVA: North Carolina and Virginia Railroad）
- ノーザン・オハイオ・アンド・ウェスタン鉄道 （NOW: Northern Ohio and Western Railway）
- ノースウェスタン・オクラホマ鉄道 （NOKL: Northwestern Oklahoma Railroad）
- オークランド・ターミナル鉄道 （OTR: Oakland Terminal Railway）
- オヒ・レール・コーポレーション （OHIC: Ohi-Rail Corporation）
- オマハ・リンカーン・アンド・ベアトリス鉄道 （OLB: Omaha Lincoln and Beatrice Railway）
- オレゴン・パシフィック鉄道 （Oregon Pacific Railroad）
- オウェゴ・アンド・ハーフォード鉄道 （Owego and Harford Railway）
- パシフィック・ハーバー・ライン （PHL: Pacific Harbor Line）
- パタプスコ・アンド・バック・リバー鉄道 （PBR: Patapsco and Back Rivers Railroad）
- ペニンシュラ・ターミナル・カンパニー （Peninsula Terminal Company）
- ペンシルバニア・サウスウェスタン鉄道 （PSWR: Pennsylvania Southwestern Railroad）
- ピオリア・アンド・ペキン・ユニオン鉄道 （PPU: Peoria and Pekin Union Railway）
- フィラデルフィア・ベスレヘム・アンド・ニュー・イングランド鉄道 （PBNE: Philadelphia, Bethlehem and New England Railroad）
- パイオニア・インダストリアル鉄道 （PRY: Pioneer Industrial Railway）
- ピッツバーグ・アレゲーニー・アンド・マッキース・ロック鉄道 （PAM: Pittsburgh, Allegheny and McKees Rocks Railroad）
- ピッツバーグ・アンド・オハイオ・セントラル鉄道 （Pittsburgh and Ohio Central Railroad）
- ポート・ビアンビル鉄道 （PBVR: Port Bienville Railroad）
- ポート・ジャージー鉄道 （PJRR: Port Jersey Railroad）
- ポート・ターミナル鉄道 （Port Terminal Railroad Association）
- ポート・ターミナル・レールロード・オブ・サウス・カロライナ （PTR: Port Terminal Railroad of South Carolina）
- ポート・オブ・ティラムック・ベイ鉄道 （POTB: Port of Tillamook Bay Railroad）
- ポート・ユーティリティーズ・コミッション・オブ・チャールストン・サウス・カロライナ （PUCC: Port Utilities Commission of Charleston, South Carolina）
- ポートランド・ターミナル鉄道 （Portland Terminal Railroad）
- クインシー鉄道 （QRR: Quincy Railroad）
- R. J. コーマン・レールロード・アレンタウン・ラインズ （RJCN: R. J. Corman Railroad Allentown Lines）
- ミズーリ・スイッチング・サービス鉄道 （Railroad Switching Service of Missouri）
- ラリタン・セントラル鉄道 （RCRY: Raritan Central Railway）
- リパブリック N アンド T鉄道 （Republic N and T Railroad）
- リッチモンド・パシフィック鉄道 （RPRC: Richmond Pacific Railroad）
- リオ・バレー・スイッチング・カンパニー （RVSC: Rio Valley Switching Company）
- リバーポート鉄道 （RVPR: Riverport Railroad）
- セント・メリーズ・リバー鉄道 （STMA: St. Maries River Railroad）
- ソルト・レイク・シティ・サザン鉄道 （Salt Lake City Southern Railroad）
- サン・ホアキン・バレー鉄道 （SJVR: San Joaquin Valley Railroad）
- サン・ペドロ・サウスウェスタン鉄道 （SWKR: San Pedro Southwestern Railroad）
- サンタ・クルーズ・ビッグ・ツリーズ・アンド・パシフィック鉄道 （SCBG: Santa Cruz, Big Trees and Pacific Railway）
- サバンナ・ポート・ターミナル鉄道 （SPTR: Savannah Port Terminal Railroad）
- セモ・ポート鉄道 （SE: Semo Port Railroad）
- ショーニー・ターミナル鉄道 （STR: Shawnee Terminal Railway）  （formerly Cairo Terminal Railroad）
- シドニー・アンド・ロー鉄道 （SLGG: Sidney and Lowe Railroad）
- サウス・ブルックリン鉄道 （South Brooklyn Railway）
- サウス・バッファロー鉄道 （SB: South Buffalo Railway）
- サウス・カロライナ・セントラル鉄道 （SCRF: South Carolina Central Railroad）
- サウス・プレーンズ・ラミーサ鉄道 （SLAL: South Plains Lamesa Railroad）
- サウス・プレーンズ・スイッチング （South Plains Switching）
- サザン・スイッチング・カンパニー （SSC: Southern Switching Company）
- サウスウェスト・ペンシルバニア鉄道 （Southwest Pennsylvania Railroad）
- サウスウェスタン鉄道 （SW: Southwestern Railroad）
- ストラスバーグ鉄道 （SRC: Strasburg Rail Road）
- タコマ鉄道 （TMBL & TRMW: Tacoma Rail）
- タレーラン・ターミナル鉄道 （TTR: Talleyrand Terminal Railroad）
- ターミナル・レールロード・アソシエーション・オブ・セントルイス （TRRA: Terminal Railroad Association of St. Louis）
- ターミナル・レールウェイ・アラバマ・ステート・ドックス （TASD: Terminal Railway Alabama State Docks）
- テキサス・セントラル・ビジネス・ラインズ （TCB: Texas Central Business Lines）
- テキサス・シティ・ターミナル鉄道 （Texas City Terminal Railway）
- テキサス・ゴンザレス・アンド・ノーザン鉄道 （TXGN: Texas, Gonzales and Northern Railway）
- テキサス・サウス・イースタン鉄道 （TSE: Texas South-Eastern Railroad）
- ティショミンゴ鉄道 （TISH: Tishomingo Railroad）
- トウォンダ・モンロートン・シッパー・ライフライン （Towanda-Monroeton Shipper Lifeline）
- トライ・シティ・アンド・オリンピア鉄道 （TCRY: Tri-City and Olympia Railroad）
- ターナーズ・アイランドLLC （Turners Island, LLC）
- タートル・クリーク・インダストリアル鉄道 （TCKR: Turtle Creek Industrial Railroad）
- ユニオン鉄道 （URR: Union Railroad）
- アッパー・メリオン・アンド・プリマス鉄道 （UMP: Upper Merion and Plymouth Railroad）
- ユタ・セントラル鉄道 （Utah Central Railway）
- バーミリオン・バレー鉄道 （VVRR: Vermillion Valley Railroad）
- バージニア・サザン鉄道 （Virginia Southern Railroad）
- ウォバシュ・セントラル鉄道 （WBCR: Wabash Central Railroad）
- ウォーキング・ホース・アンド・イースタン鉄道 （WHOE: Walking Horse and Eastern Railroad）
- ウォレン・アンド・トランバル鉄道 （Warren and Trumbull Railroad）
- ワシントン・ターミナル・カンパニー （WATC: Washington Terminal Company）
- WCTU鉄道 （WCTR: WCTU Railway]）
- ウェスト・ミシガン鉄道 （West Michigan Railroad）
- ウェスト・バージニア・サザン鉄道 （West Virginia Southern Railway）
- ウィチタ・ティルマン・アンド・ジャクソン鉄道 （WTJR: Wichita, Tillman and Jackson Railway）
- ウィルミントン・ターミナル鉄道 （WTRY: Wilmington Terminal Railroad）
- ウィルミントン・アンド・ウェスタン鉄道 （Wilmington and Western Railway）
- ウィナマク・サザン鉄道 （WSRY: Winamac Southern Railway）
- ウィンストン・セーレム・サウスバウンド鉄道 （Winston-Salem Southbound Railway）
- ヤングスタウン・アンド・オースティンタウン鉄道 （YARR: Youngstown and Austintown Railroad）
- ヤングスタウン・ベルト鉄道 （Youngstown Belt Railroad）

## Non-common carriers
- ガズデン・スイッチング・サービス （GSS: Gadsden Switching Service）
- サザン・エレクトリック鉄道 （Southern Electric Railroad）
- トライ・カウンティー鉄道 （TCRC?: Tri County Rail）
- U.S.鉄道 （USRX: U.S. Railways）

## 分類不明
- アラバマ・サザン鉄道 （ABS: Alabama Southern Railroad）
- アパラチアン・アンド・オハイオ鉄道 （AO?: Appalachian and Ohio Railroad）
- アトランタ・ストーン・マウンテン・アンド・リソニア鉄道 （ASML: Atlanta, Stone Mountain and Lithonia Railway）
- ビーチ・マウンテン鉄道 （BEEM: Beech Mountain Railroad）
- ブラック・メサ・アンド・レイク・パウエル鉄道 （BLKM: Black Mesa and Lake Powell Railway）
- ブランフォード・スティーム鉄道 （BRFD: Branford Steam Railroad）
- カンブリア・アンド・インディアナ鉄道 （CI: Cambria and Indiana Railroad）
- セントラル・ガルフ鉄道 （CGR: Central Gulf Railway）
- セントラル・インディアナ・アンド・ウェスタン鉄道 （CEIW: Central Indiana and Western Railroad）
- チャタフーチ・インダストリアル鉄道 （CIRR: Chattahoochee Industrial Railroad）
- チェサピーク・アンド・インディアナ鉄道 （CKIN: Chesapeake and Indiana Railroad）
- シカゴ・セントラル・アンド・パシフィック鉄道 （CC: Chicago, Central and Pacific Railroad）
- シカゴ・フォート・ウェイン・アンド・イースタン鉄道 （CFER?: Chicago, Ft. Wayne and Eastern Railroad）
- クラムランド・パシフィック鉄道 （Clamland Pacific Railroad Co.）
- クリーブランド・ワークス鉄道 （CWRO?: Cleveland Works Railroad）
- コロラド・カンザス・アンド・パシフィック鉄道 （CKP: Colorado Kansas and Pacific Railway）
- コナースビル・アンド・ニュー・キャッスル （Connersville and New Castle）
- カウンシル・ブラフス鉄道 （CBGR: Council Bluffs Railway）
- ダンスビル・アンド・マウント・モリス鉄道 （DMM: Dansville and Mount Morris Railroad）
- デザレット・ウェスタン鉄道 （Deseret-Western Railroad）
- ダーハム・トランスポート （DRHY: Durham Transport）
- エバンスビル・ベルト・ライン鉄道 （Evansville Belt Line Railroad）
- エバンスビル・ウェスタン鉄道 （EVWR: Evansville Western Railway）
- フィルモア・ウェスタン鉄道 （Fillmore Western Railway）
- フォルモサ・プラスティックス・コーポレーション （FPAX: Formosa Plastics Corporation）
- ガルベストン・ハリスバーグ・アンド・サン・アントニオ鉄道 （GHSA: Galveston, Harrisburg and San Antonio Railway）
- ジョンソン・カウンティ・インダストリアル・エアポート鉄道 （JCIX: Johnson County Industrial Airport Railway）
- ジョッパ・アンド・イースタン鉄道 （JE: Joppa and Eastern Railroad）
- カナワ鉄道 （WNFR: Kanawha Rail Corporation）
- カンザス・サザン鉄道 （KSR: Kansas Southern Railway）
- KASGROレール・ラインズ （KRL: KASGRO Rail Lines）
- カイオワ・ハードナー・アンド・パシフィック鉄道 （Kiowa, Hardtner and Pacific Railroad）
- ランディスビル・ターミナル・アンド・トランスファー・カンパニー （LNVT: Landisville Terminal and Transfer Company）
- ルイビル・アンド・ワドリー鉄道 （LW: Louisville and Wadley Railway）
- メーン・イースタン鉄道 （MERR: Maine Eastern Railroad）
- モドック・ノーザン （Modoc Northern）
- モンタナ・ウェスタン鉄道 （MWRR: Montana Western Railway）
- ニュー・イングランド・トランスレール （New England Transrail）
- ニュー・ジャージー・ノーザン鉄道 （New Jersey and Northern Railway）
- ニュー・ジャージー・レール・キャリアーズ （NJRC: New Jersey Rail Carriers）
- ニュー・メキシコ・ゲートウェー鉄道 （NMGR: New Mexico Gateway Railroad）
- ノーフォーク・アンド・ポーツマス・ベルト・ライン （NPB: Norfolk and Portsmouth Belt Line）
- ノース・カロライナ鉄道 （NCRR: North Carolina Railroad）
- ノース・セントラル鉄道 （NCRA?: North Central Railway Association）
- ノーザン・ラインズ鉄道 （NLR: Northern Lines Railway）
- セント・メリーズ鉄道ウェスト （SMRW: St. Marys Railway West）
- テンケン鉄道 （TKEN: Tennken Railroad）
- テキサス・ノースイースタン鉄道 （TNER: Texas Northeastern Railroad）
- トゥーレア・バレー鉄道 （TVRR: Tulare Valley Railroad）
- ボーガン鉄道 （VRR: Vaughan Railroad）
- ビクトリア・アンド・サザン鉄道 （Victoria and Southern Railway）
- WFEC鉄道 （WFEC Railroad）
- ウィチタ・ユニオン・ターミナル鉄道 （WUT: Wichita Union Terminal Railway）
- イエローストーン・バレー鉄道 （YVRR: Yellowstone Valley Railroad）

## 旅客鉄道
- アムトラック （AMTK: Amtrak） 
  - （連邦保有の旅客鉄道公社） アメリカ合衆国の全ての長距離都市間列車を運行する。日本のJR貨物の旅客版ともいえる存在。

その他の旅客鉄道等に関しては、近郊・通勤鉄道一覧（list of commuter rail systems）、地下鉄一覧、路面電車の走る街の一覧、空港旅客輸送手段一覧（list of airport circulators）のアメリカ合衆国の項目を参照。

### 観光用鉄道
- アビリーン・アンド・スモーキー・バレー鉄道 （ASV: Abilene and Smoky Valley Railroad）
- アディロンダック・シーニック鉄道 （Adirondack Scenic Railroad）
- オースティン・アンド・テキサス・セントラル鉄道 （Austin and Texas Central Railroad）
- アドリアン・アンド・ブリスフィールド鉄道 （Adrian and Blissfield Rail Road）
- ブルー・リッジ・シーニック鉄道 （BRSR: Blue Ridge Scenic Railway）
- ブーン・アンド・シーニック・バレー鉄道 （BSVY: Boone and Scenic Valley Railroad）
- カレラ・アンド・シェルビー鉄道 （Calera & Shelby Railroad）
- カリフォルニア・ウェスタン鉄道 （California Western Railroad）
- ケープ・メイ・シーショア・ラインズ （CMSL: Cape May Seashore Lines）
- キャス・シーニック鉄道 （Cass Scenic Railroad State Park）
- コネティカット・エレクトリック鉄道 （Connecticut Electric Railway）
- コンウェイ・シーニック鉄道 （Conway Scenic Railroad）
- クーパースビル・アンド・メーン鉄道 （CMRY: Coopersville and Marne Railway）
- クンブレス・アンド・トルテック・シーニック鉄道 （Cumbres and Toltec Scenic Railroad）
- デラウェア・アンド・アルスター・レールライド （DURR: Delaware and Ulster Railride）
- デンバー・トゥ・ウィンター・パーク・スキー・トレイン （Denver to Winter Park Ski Train）
- デュランゴ・アンド・シルバートン狭軌鉄道 （DSNG: Durango and Silverton Narrow Gauge Railroad）
- イースト・ブロード・トップ鉄道 （EBT: East Broad Top Railroad）
- イースト・テネシー・アンド・ウェスタン・ノース・カロライナ鉄道 （ET&WNC: East Tennessee and Western North Carolina Railroad, or "Tweetsie"）
- フィルモア・アンド・ウェスタン鉄道 （Fillmore and Western Railway）
- フロリダ・ガルフ・コースト鉄道博物館 （Florida Gulf Coast Railroad Museum）
- フレモント・アンド・エルコーン・バレー鉄道 （FEVR: Fremont and Elkhorn Valley Railroad）
- グランド・キャニオン鉄道 （GCRX: Grand Canyon Railway）
- グレート・スモーキー・マウンテンズ鉄道 （Great Smoky Mountains Railway）
- ヒーバー・バレー鉄道 （Heber Valley Railroad）
- ホッキング・バレー・シーニック鉄道 （Hocking Valley Scenic Railroad）
- ラハイナ・カアナパリ・アンド・パシフィック鉄道 （Lahaina-Kaanapali and Pacific Railroad）
- ルックアウト・マウンテン・インクライン鉄道 （Lookout Mountain Incline Railway）
- ロレイン・アンド・ウェスト・バージニア鉄道 （LAWV: Lorain and West Virginia Railway）
- マニトウ・アンド・パイクス・ピーク鉄道 （Manitou and Pike's Peak Railway）
- ミッドランド鉄道 （Midland Railway）
- マウント・フッド鉄道 （Mount Hood Railroad）
- マウント・レイニアー・シーニック鉄道 （Mount Rainier Scenic Railroad）
- マウント・ワシントン・コグ鉄道 （Mount Washington Cog Railway）
- マイ・オールド・ケンタッキー・ディナー・トレイン （My Old Kentucky Dinner Train）
- ナパバレー・ワイントレイン （Napa Valley Wine Train）
- ネバダ・ノーザン鉄道 （NN: Nevada Northern Railway）
- ノース・アラバマ鉄道博物館 （North Alabama Railroad Museum）
- オレゴン・コースト・シーニック鉄道 （Oregon Coast Scenic Railroad）
- ローリング・キャンプ・アンド・ビッグ・ツリーズ・ナロー・ゲージ鉄道 （Roaring Camp and Big Trees Narrow Gauge Railroad）
- ルーズベルト鉄道 （RRR: Roosevelt Railroad）
- サクラメント・サザン鉄道 （SSRX: Sacramento Southern Railroad）
- サン・ディエゴ・アンド・アリゾナ鉄道 （SDAX: San Diego and Arizona Railway）
- シエラ鉄道 （Sierra Railroad）
- サザン・ミチガン鉄道協会 （SMRS: Southern Michigan Railroad Society）
- テネシー・バレー鉄道 （Tennessee Valley Railroad）
- バレー鉄道 （Valley Railroad）
- ワナメーカー・ケンプトン・アンド・サザン鉄道 （Wanamaker Kempton and Southern Railroad）
- バージニア・アンド・トラッキー鉄道 （VT: Virginia and Truckee Railroad）
- ウェスタン・メリーランド・シーニック鉄道 （Western Maryland Scenic Railroad）
- ホワイト・パス・アンド・ユーコン・ルート （WPY: White Pass and Yukon Route）
- ホワイトウォーター・バレー鉄道 （WVRR: Whitewater Valley Railroad）
- ウィルミントン・アンド・ウェスタン鉄道 （Wilmington and Western Railway）
- ウィスコンシン・グレート・ノーザン鉄道 （WGN?: Wisconsin Great Northern Railroad）
- ユマ・バレー鉄道 （Yuma Valley Railway）

## アメリカ合衆国内でも運行しているカナダの鉄道運営組織
- カナディアン・ナショナル鉄道 （CN: Canadian National Railway）
- カナディアン・パシフィック鉄道 （CP: Canadian Pacific Railway）  （主にスー・ライン鉄道経由）

## アメリカ合衆国内でも運行しているメキシコの鉄道運営組織
- フェロメックス （FXE: Ferromex、またはFerrocarril Mexicano） , Ferromex
- カンザス・シティ・サザン・ド・メキシコ （KCSM: Kansas City Southern de México）